# Municipio de Ault
El municipio de Ault (en inglés: Ault Township) es un municipio ubicado en el condado de St. Louis en el estado estadounidense de Minnesota. En el año 2010 tenía una población de 109 habitantes y una densidad poblacional de 0,59 personas por km².

## Geografía
El municipio de Ault se encuentra ubicado en las coordenadas 47°13′15″N 91°57′32″O / 47.22083, -91.95889. Según la Oficina del Censo de los Estados Unidos, el municipio tiene una superficie total de 186.07 km², de la cual 182,09 km² corresponden a tierra firme y (2,14 %) 3,98 km² es agua.

## Demografía
Según el censo de 2010, había 109 personas residiendo en el municipio de Ault. La densidad de población era de 0,59 hab./km². De los 109 habitantes, el municipio de Ault estaba compuesto por el 100 % blancos. Del total de la población el 0,92 % eran hispanos o latinos de cualquier raza.